# Darrell T. Tryon
Darrell Trevor Tryon (ur. 20 lipca 1942, zm. 15 maja 2013) – nowozelandzki językoznawca. Jego działalność badawcza koncentrowała się na językach austronezyjskich, zwłaszcza językach Pacyfiku, m.in. językach Vanuatu i Wysp Salomona.
Studiował na Uniwersytecie Canterbury, gdzie przedstawił pracę poświęconą rodzimym językom Wysp Lojalności, wchodzących w skład Nowej Kaledonii. W latach 1970–1971 Tryon prowadził pierwsze systematyczne badania nad językami wysp Vanuatu, znanych wówczas jako Nowe Hebrydy. W ramach swojej pracy badawczej opisał słownictwo różnych języków archipelagu i ustalił, że w Vanuatu występuje ponad sto różnych języków. Stwierdził także, że współcześnie używane autochtoniczne języki Vanuatu są pochodzenia austronezyjskiego.
W 1978 roku Tryon rozpoczął badania nad językami Wysp Salomona. Sporządził także szereg prac poświęconych językom pidżynowym i kreolskim używanym na wyspach Pacyfiku, w tym neosalomońskiemu i bislama.